# Wii 쇼핑 채널
Wii 쇼핑 채널(Wii Shop Channel)은 Wii 비디오 게임 콘솔을 위한 서비스가 중단된 디지털 배급 서비스이다. 이 서비스를 통해 사용자는 Wii용 추가 소프트웨어(채널이라고 부름)를 구매하고 플레이할 수 있었으며, 여기에는 독점 게임(Wii웨어로 브랜드화됨)과 이전 세대 비디오 게임 콘솔 게임(버추얼 콘솔 브랜드로 판매됨)이 포함되었다. Wii 쇼핑 채널은 2006년 11월 19일에 출시되었으며, 추가 Wii 채널을 구매하는 곳이었다. Wii 쇼핑 채널의 대부분 기능은 2019년 1월 30일에 중단되었다.
Wii U의 닌텐도 e숍으로 대체된 Wii 쇼핑 채널은 Wii 모드를 통해 Wii U 콘솔에서도 접속할 수 있었으며, Wii웨어 타이틀과 닌텐도 e숍에서 이용할 수 없었던 레거시 버추얼 콘솔 타이틀 다운로드를 지원했다.
이 채널의 테마 음악은 인터넷에서 인기를 얻고 호평을 받았으며, 종종 인터넷 밈에 사용된다.

## Wii 포인트
Wii 포인트는 Wii 쇼핑 채널에서 거래에 사용되는 화폐였다. Wii 포인트는 소매점에서 구매한 Wii 포인트 카드를 교환하거나 마스터카드 또는 비자 신용카드를 사용하여 Wii 쇼핑 채널을 통해 직접 구매했다. 2008년, 유럽의 클럽 닌텐도는 웹사이트에서 게임과 콘솔을 등록하여 받은 "별"과 교환하여 Wii 포인트를 제공하기 시작했다. 2018년 3월 26일, 임시 유지 보수 공지 이후 Wii 포인트 구매 및 추가 기능이 영구적으로 제거되었다. 이로 인해 사용자는 계정 잔액에 충분한 Wii 포인트가 없는 한 Wii웨어 또는 버추얼 콘솔 게임을 구매할 수 없게 되었다. 이미 구매한 소프트웨어는 여전히 다운로드할 수 있었으며, 계정 잔액에 남아있는 Wii 포인트는 2019년 1월 30일까지 교환할 수 있었다.

## 버추얼 콘솔
버추얼 콘솔은 에뮬레이션으로 실행되는 구형 비디오 게임 콘솔의 게임을 포함하는 브랜드였다. 북미에서는 300개 이상의 게임을 이용할 수 있었으며, 2007년 12월 31일 기준으로 전 세계적으로 1천만 개 이상의 게임이 다운로드되었다. 모든 게임은 업데이트된 기능이나 그래픽 없이 원본과 똑같으며, 게임 내 사진을 Wii 메시지 보드에 게시할 수 있도록 업데이트된 포켓몬 스냅은 예외이다. 북미에서는 매주 목요일 (이전에는 매주 월요일) 오전 9시 (태평양 표준시)에, 일본과 대한민국에서는 화요일에, 유럽, 호주, 뉴질랜드에서는 금요일에 새로운 게임이 추가되었다.
유럽과 북미에서 버추얼 콘솔은 이전에 해당 지역에서 출시되지 않았던 마리오의 슈퍼 피크로스와 같은 여러 수입 타이틀을 선보였다. 이 게임들은 수입 상태와 일부 번역 작업으로 인해 일반 가격보다 100~300 포인트 더 비쌌다.
포함된 콘솔은 NES, SNES, N64와 같은 닌텐도 시스템뿐만 아니라 메가 드라이브, 세가 마스터 시스템, PC 엔진, MSX, 네오지오, 코모도어 64 (유럽 및 북미 한정)와 같은 비 닌텐도 시스템도 있었다. 각 시스템은 해당 시스템의 게임에 대한 기본 시작 가격이 있었다. 모든 타이틀은 500에서 1200 Wii 포인트 범위였다.
현재는 없어진 커넥션 앰버서더 프로그램 사용자가 골드 등급을 달성하면 (10명이 연결을 돕는 경우), 닌텐도에서 출시한 NES 게임을 무료로 다운로드할 수 있었다. 추가로 플래티넘 등급을 달성하면 (20명이 연결을 돕는 경우), 버추얼 콘솔의 NES, SNES, N64 게임을 무료로 다운로드할 수 있었다.
| 시스템                          | 시작 비용 (Wii 포인트)    |
| ------------------------------- | ------------------------- |
| NES/패밀리컴                    | 500 (패밀리컴의 경우 600) |
| 세가 마스터 시스템              | 500                       |
| 코모도어 64 (유럽 및 북미 한정) | 500                       |
| 버추얼 콘솔 아케이드            | 500                       |
| PC 엔진/터보그래프스-16         | 600                       |
| MSX (일본 한정)                 | 700                       |
| 터보그래프스-CD/PC 엔진 CD-ROM  | 800                       |
| 제네시스/메가 드라이브          | 800 (일본에서는 600)      |
| SNES/슈퍼 패미컴                | 800                       |
| 네오지오 AES                    | 900                       |
| 닌텐도 64                       | 1,000                     |

## Wii웨어
Wii웨어 섹션은 Wii를 위해 특별히 고안된 오리지널 게임을 선보였다. 게임 가격은 500에서 1500 포인트 사이였다. 게임 크기를 줄이기 위해 설명서는 각 게임의 Wii 쇼핑 채널 페이지에 호스팅되었다. 일부 타이틀은 게임 내 또는 게임 페이지에서 Wii 포인트로 구매할 수 있는 100에서 800 포인트 사이의 추가 다운로드 가능 콘텐츠를 제공했다.
첫 Wii웨어 게임은 일본에서 2008년 3월 25일, 북미에서 2008년 5월 12일, 유럽에서 2008년 5월 20일에 출시되었다.

## Wii 채널
Wii 채널 섹션은 Wii에서 다운로드하여 사용할 수 있는 추가 비게임 채널을 제공했다.
WiiConnect24 서비스가 중단되기 전에는 전 세계적으로 세 가지 무료 채널이 제공되었다: 모두의 투표 채널, Mii를 부탁해 채널 (유럽에서는 Mii 콘테스트 채널), 닌텐도 채널. 포토 채널 업데이트 (포토 채널 1.1)도 사전 설치되지 않은 경우 이용할 수 있었다. 네 번째 채널인 오페라 기반의 웹 브라우저인 인터넷 채널은 전 세계적으로 원래 500 Wii 포인트에 이용할 수 있었으나 2009년 9월 1일부터 무료로 제공되었다. 인터넷 채널에 500 Wii 포인트를 지불한 사람은 모두 환불받았다. 일본 전용 무료 채널 두 가지도 있었다: 채널 목록 및 녹화 알림 기능을 제공하는 텔레비전 친구 채널과, SD 카드나 포토 채널에 저장된 사진을 사용하여 명함 및 사진 앨범을 주문할 수 있는 디지캠 프린트 채널이었다. 이전에는 2007년 가을 북미 및 PAL 지역에서 메트로이드 프라임 3: 커럽션의 미리보기 채널이 무료로 제공되었으나, 게임 출시 몇 달 후 Wii 쇼핑 채널에서 제거되었다. 북미 및 유럽에서는 넷플릭스 채널이 훌루, 프라임 비디오 및 유튜브 채널과 함께 Wii 채널 섹션에서 이용할 수 있었다.
Wii 쇼핑 채널의 Wii 채널 섹션은 원래 북미에서는 Wii웨어, 유럽에서는 Wii 소프트웨어라는 이름으로 불렸으나, Wii웨어 출시와 함께 자체 전용 공간으로 이동했다. 이 Wii 채널은 Wii U 콘솔에서 사용할 수 없었다.

## 다운로드

포켓몬 스냅의 선물 옵션 선택하기

Wii 쇼핑 채널에서 다운로드된 소프트웨어는 Wii 콘솔의 내부 메모리에 저장된다. 다운로드가 완료되면 새로운 소프트웨어는 Wii 채널에 채널로 나타난다. 소프트웨어는 SD 카드에 복사하거나 무료로 다시 다운로드할 수 있다. 시스템 소프트웨어 버전 4.0 이상을 사용하는 Wii 콘솔은 소프트웨어를 SD 카드로 직접 다운로드할 수 있다.
2007년 12월 10일, Wii 쇼핑 채널에 선물 기능이 추가되어 사용자가 다른 사람에게 게임 및 채널을 선물로 구매하고 보낼 수 있게 되었다. 선물을 받는 사용자는 Wii 쇼핑 채널을 열 때 선물을 다운로드하거나 거부할 수 있는 옵션이 주어졌으며, 선물이 수락되면 보낸 사람에게 알림이 전송되었다. 사용자가 이미 게임을 가지고 있거나 45일 이내에 선물을 수락하지 않으면 선물은 만료되고 Wii 포인트는 보낸 사람에게 반환되었다. 이 기능은 지역 제한이 있었고 Wii U의 닌텐도 e숍과 호환되지 않았다.

## 게임 업데이트
일부 다운로드된 게임은 Wii 쇼핑 채널에서 업데이트를 받을 수 있었다. 이는 넥타리스, 스타폭스 64/라일랏 워즈, 별의 커비 64 (북미 및 유럽), 마리오 카트 64 (유럽 및 호주)를 업데이트하기 위해 이루어졌다. 2007년 3월 30일 이전에 출시된 여러 NES 및 SNES 게임도 유럽과 호주에서 Wii 컴포넌트 케이블과의 이전 문제를 해결하기 위해 업데이트되었다. 이 업데이트는 이전 버전의 게임을 다운로드한 사용자에게는 무료로 제공된다. 일부 Wii웨어 게임도 버그 수정을 위해 무료 업데이트를 제공했다. 이러한 게임에는 닥터 마리오 온라인 Rx 및 에일리언 크러시 리턴즈가 포함된다.

## 커넥션 앰버서더 프로모션
2009년, 닌텐도 일본은 새로운 사용자가 온라인 및 Wii 쇼핑 채널에 연결하는 것을 도운 사용자에게 보상하기 위한 제도를 시작했다.
홍보대사와 콘솔을 온라인으로 연결하는 데 도움을 받은 사용자 모두 500 Wii 포인트의 보상을 받았다. 홍보대사가 20명에게 도움을 주면, 홍보대사는 이 프로그램을 통해 10,000 Wii 포인트를 누적하고 플래티넘 등급을 달성하며 Wii 쇼핑 채널의 버추얼 콘솔 섹션에 있는 모든 NES, SNES, N64 타이틀을 무료로 다운로드할 수 있었다. 이 서비스는 유럽 국가들, 뉴질랜드, 호주에서도 시작되었다. 이 제도는 사용자 연결과 시스템 코드 공유를 돕기 위한 많은 온라인 사이트가 등장하면서 큰 인기를 끌었다.
이 프로그램은 2012년 11월 21일에 종료되었다.

## 서비스 중단
2017년 9월 29일, 닌텐도는 Wii 쇼핑 채널이 2019년 1월 30일에 서비스 중단될 것이라고 발표했다. 서비스 중단에 대비하여, 회사는 또한 신용 카드 또는 Wii 포인트 카드로 Wii 포인트를 구매하고 추가하는 기능이 2018년 3월 26일에 제거될 것이라고 발표했다.
2018년 3월 26일, 신용 카드 또는 Wii 포인트 카드로 Wii 포인트를 구매하고 추가하는 기능이 영구적으로 제거되었다. 그 결과, Wii 쇼핑 채널 사용자는 계정 잔액에 충분한 Wii 포인트가 없는 한 추가 소프트웨어를 구매하고 플레이할 수 없게 되었다. 이후, Wii 쇼핑 채널은 2019년 1월 29일까지 계속 작동했다.
2019년 1월 30일, 닌텐도는 Wii 쇼핑 채널을 폐쇄하고 모든 Wii웨어, 버추얼 콘솔 게임 및 기타 Wii 채널을 판매 또는 초기 다운로드 목록에서 제거했다. 유일한 예외는 젤다의 전설 스카이워드 소드의 저장 데이터 업데이트 채널, Wii U 전송 도구 채널 (Wii 콘솔), Wii 시스템 전송 채널 (Wii U 콘솔)이다. 사용자는 서비스 중단 전에 획득한 모든 게임 및 앱을 계속해서 재다운로드할 수 있으며, 이전에 구매한 콘텐츠를 재다운로드하거나 Wii에서 Wii U로 데이터를 전송하는 기능은 가까운 미래에도 계속 유지될 것이다. 폐쇄 당일, 상점의 메인 UI는 2006년 11월 19일 처음 출시되었을 때의 원래 레이아웃으로 업데이트되어 Wii웨어 옵션이 완전히 제거되었다.
일본 사용자는 2019년 2월 21일부터 2019년 8월 31일까지 서비스 중단일 이후에도 남은 Wii 포인트를 이체하거나 환불받을 수 있었다. 환불된 포인트는 현지 은행 계좌로 이체되거나 편의점에서 환불받을 수 있었다.

## 같이 보기
- 닌텐도 e숍
- 엑스박스 게임스 스토어
- 플레이스테이션 스토어
- 스팀
- 버추얼 콘솔 게임 목록
- PS one 클래식 목록
- Wii웨어 게임 목록
- 플레이스테이션 다운로드 가능 게임 목록
- Wii웨어
- 엑스박스 라이브 아케이드
- DSi 숍